# Copadichromis borleyi
Copadichromis borleyi (Synonym: Haplochromis borleyi) ist eine Buntbarschart, die endemisch im ostafrikanischen Malawisee vorkommt. Die Art wurde zu Ehren des Ichthyologen H. J. H. Borley benannt.

## Merkmale
Die Fischart kann eine Länge von 17 cm erreichen, Weibchen bleiben deutlich kleiner. Sie hat einen relativ kurzen, für Malawiseebuntbarsche recht hochrückigen Körper. Ausgewachsene Männchen sind auffällig blau gefärbt. Auf den Körperseiten und auf dem Schwanzstiel hat jede Schuppe einen orangefarbenen Fleck, so dass sich die Farbe von Flanken und Schwanzstiel insgesamt zu dunkelorange verändert. Die Rückenflosse ist dunkelblau und hat einen breiten, weißen bis weißblauen Saum. Die Afterflosse ist dunkelblau mit einem weißblauen oder gelben Saum und Eiflecke. Die Bauchflossen sind lang, am Vorderrand weißblau und ansonsten schwärzlich bis gelblich und rußig überlagert. Ausgewachsene Weibchen sind graubraun und besitzen in den meisten Fällen transparente Flossen. Die Bauchflossen, in einigen Fällen auch die unpaaren Flossen, können auch gelblich oder orange sein.
- Flossenformel: Dorsale XVIII/11–12, Anale III/9–10.
- Schuppenformel: mLR 33–35.[2]

## Lebensweise
Copadichromis borleyi lebt in Tiefen von 5 bis 20 Metern und ernährt sich von Plankton. Die standorttreuen Männchen besitzen Reviere, deren Zentrum oft von einer Felsspitze gebildet wird. Die Spitze und die angrenzenden, schräg abfallenden und senkrechten Felswände, meist eine Fläche von mindestens 2 × 2 Meter, werden gegenüber den Reviernachbarn mit Imponier- und Drohgehabe verteidigt. Weibchen leben in kleinen umherziehenden Gruppen von drei bis acht Tieren ebenfalls in Felsnähe. Wie alle haplochrominen Buntbarsche ist Copadichromis borleyi ein ovophiler Maulbrüter, bei dem das Weibchen die Brutpflege übernimmt. Zum Ablaichen bauen die Männchen einen kleinen Sandtrichter auf der Felsspitze. Pro Brut werden etwa 60 Jungfische geboren.